# Gourdon, Alpes-Maritimes
Gourdon (occitanska: Gordon) är en kommun i departementet Alpes-Maritimes i regionen Provence-Alpes-Côte d'Azur i sydöstra Frankrike. Kommunen ligger  i kantonen Le Bar-sur-Loup som ligger i arrondissementet Grasse. År 2022 hade Gourdon 365 invånare.

## Befolkningsutveckling
Antalet invånare i kommunen Gourdon
Referens: INSEE

## Galleri

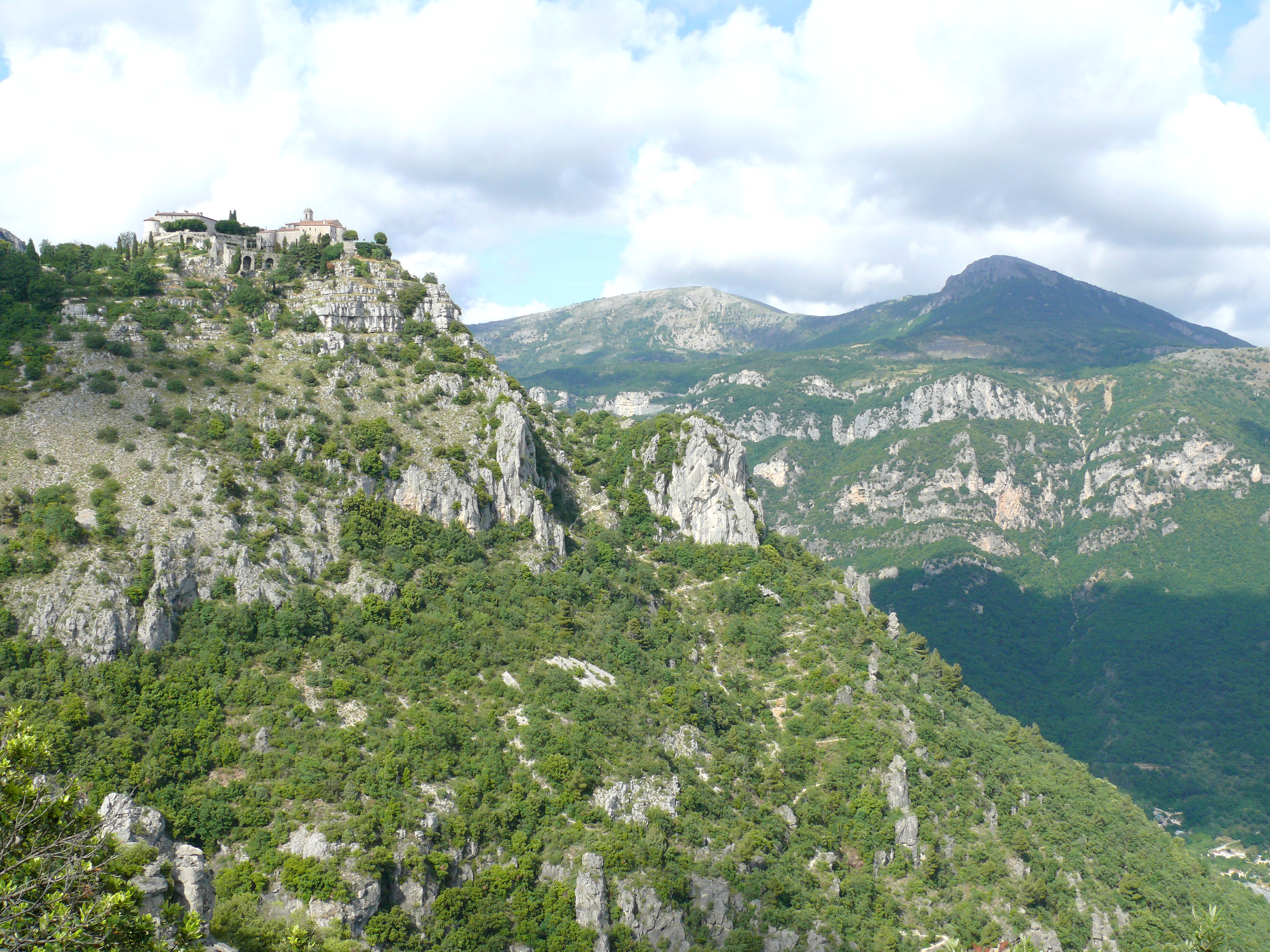
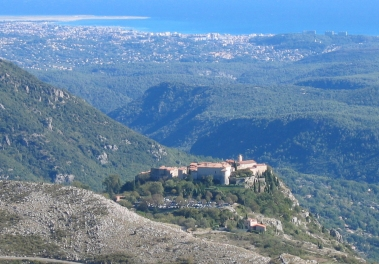
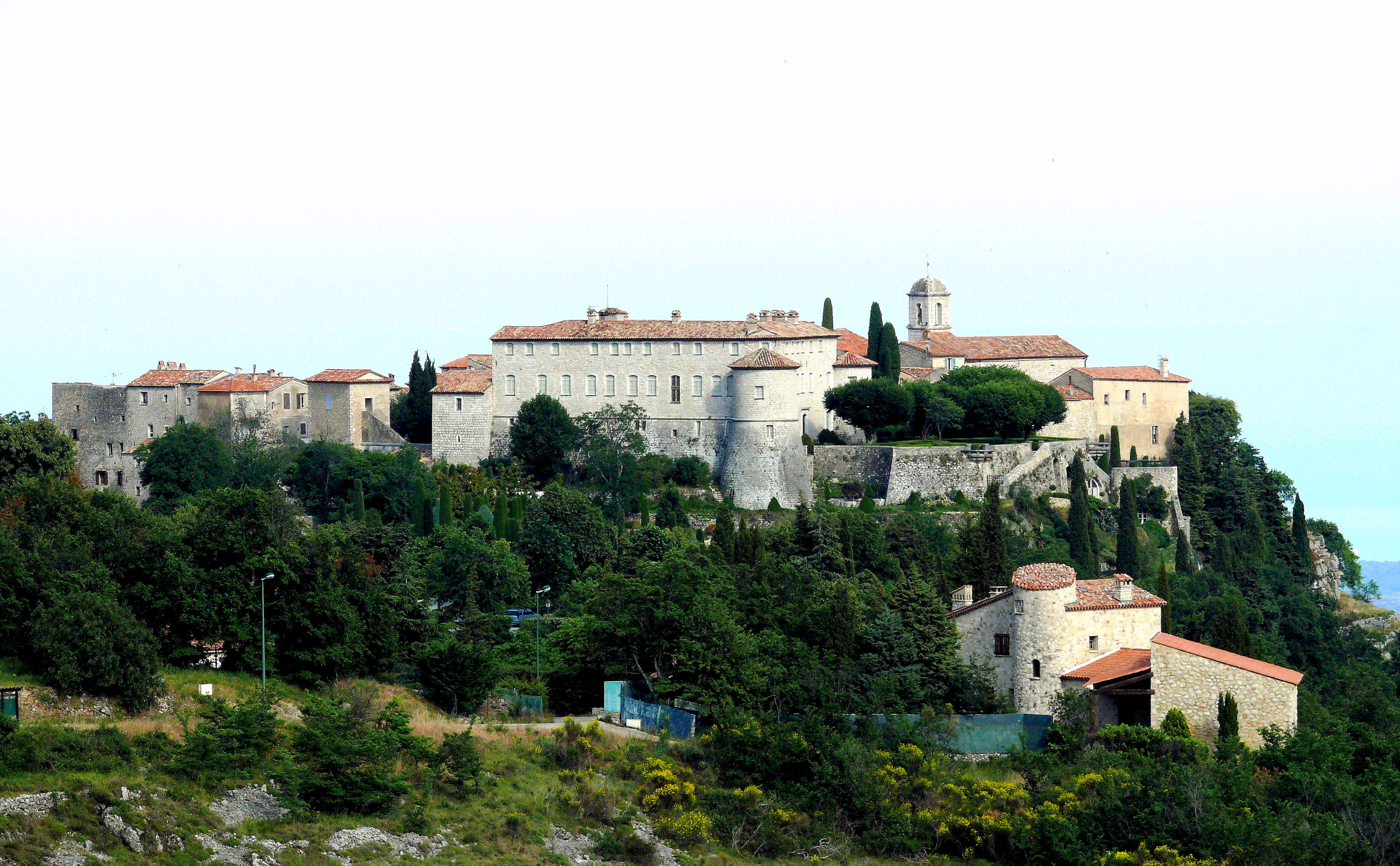
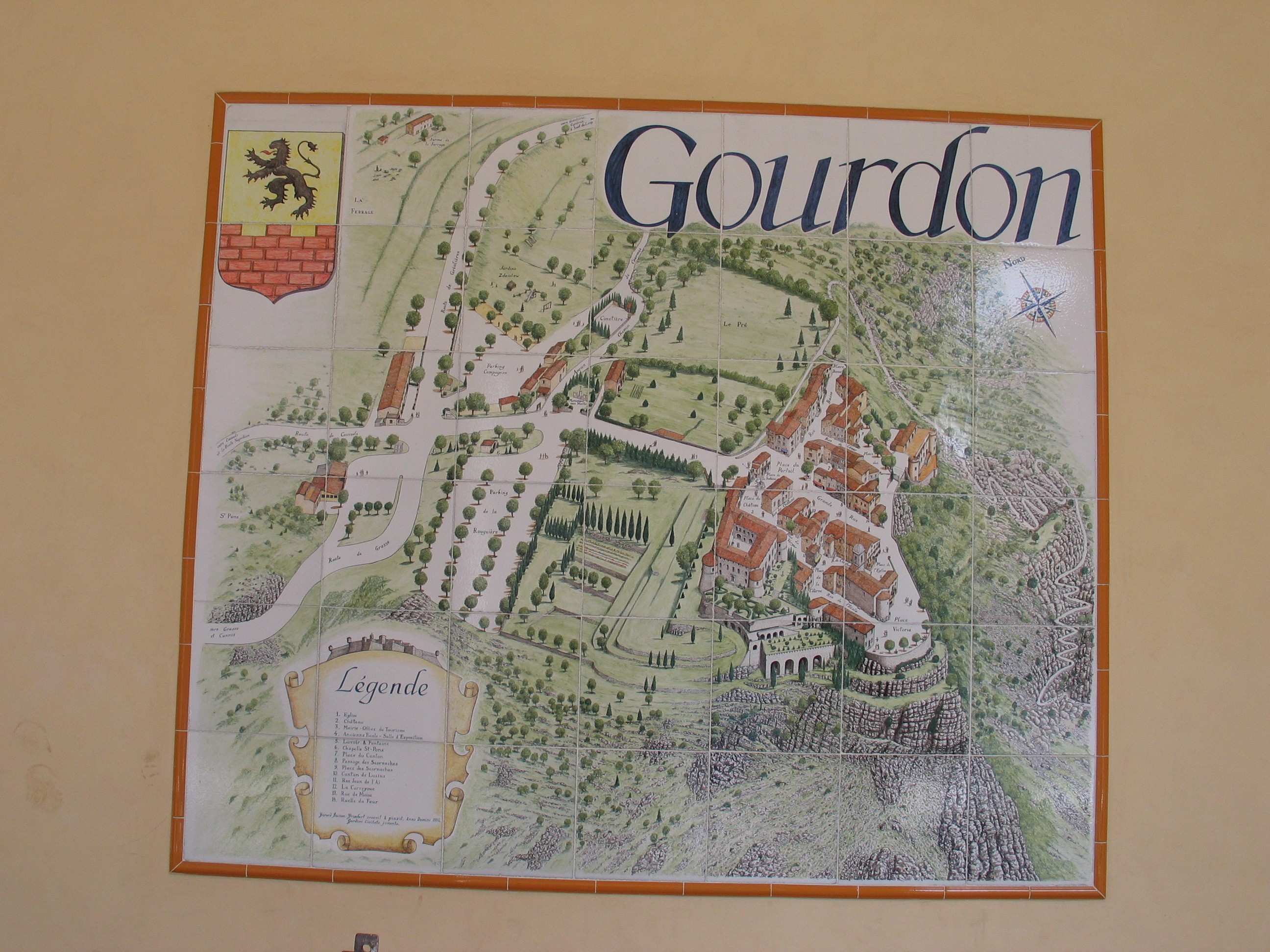
Karta över Gourdon
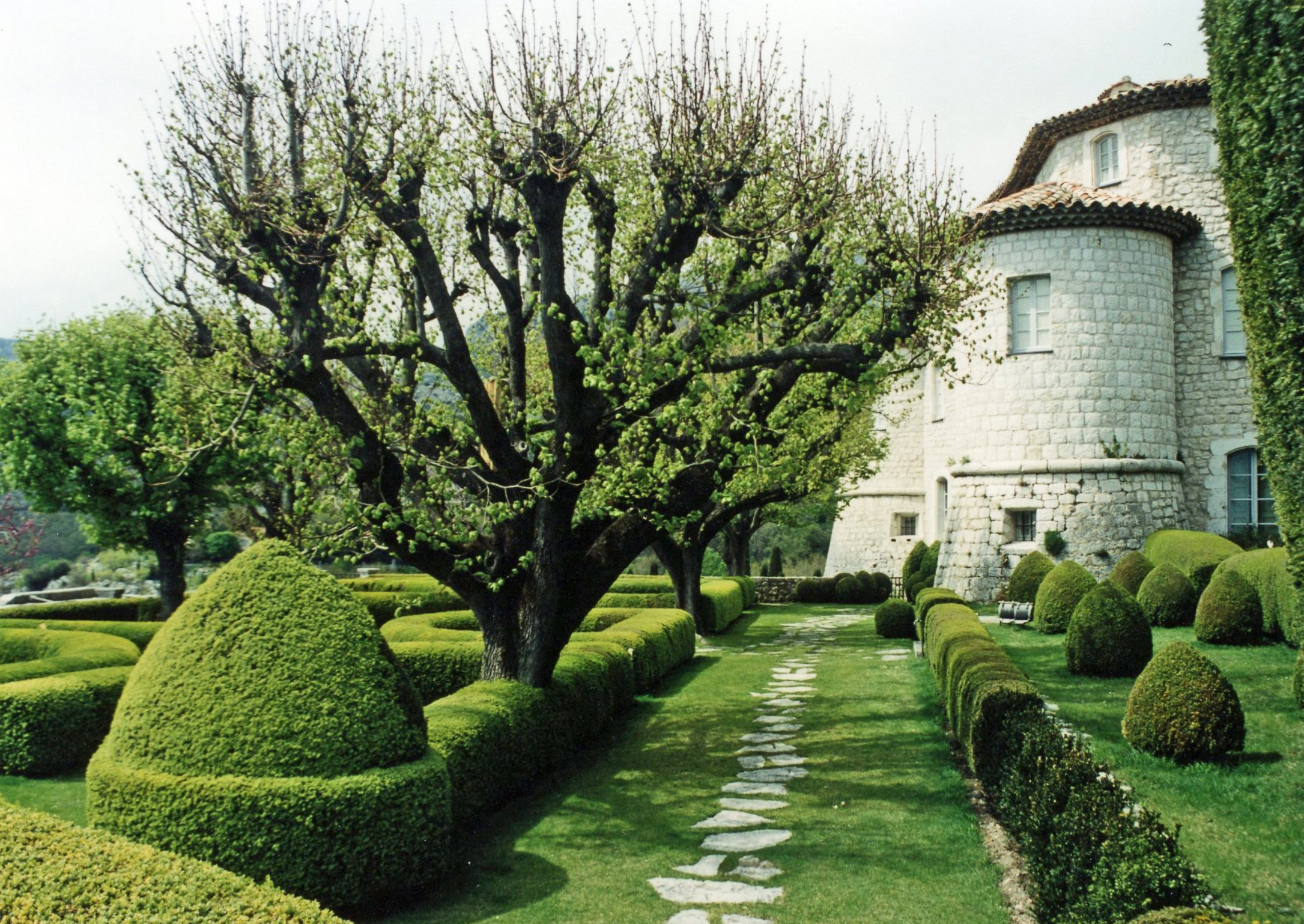
Château de Gourdon
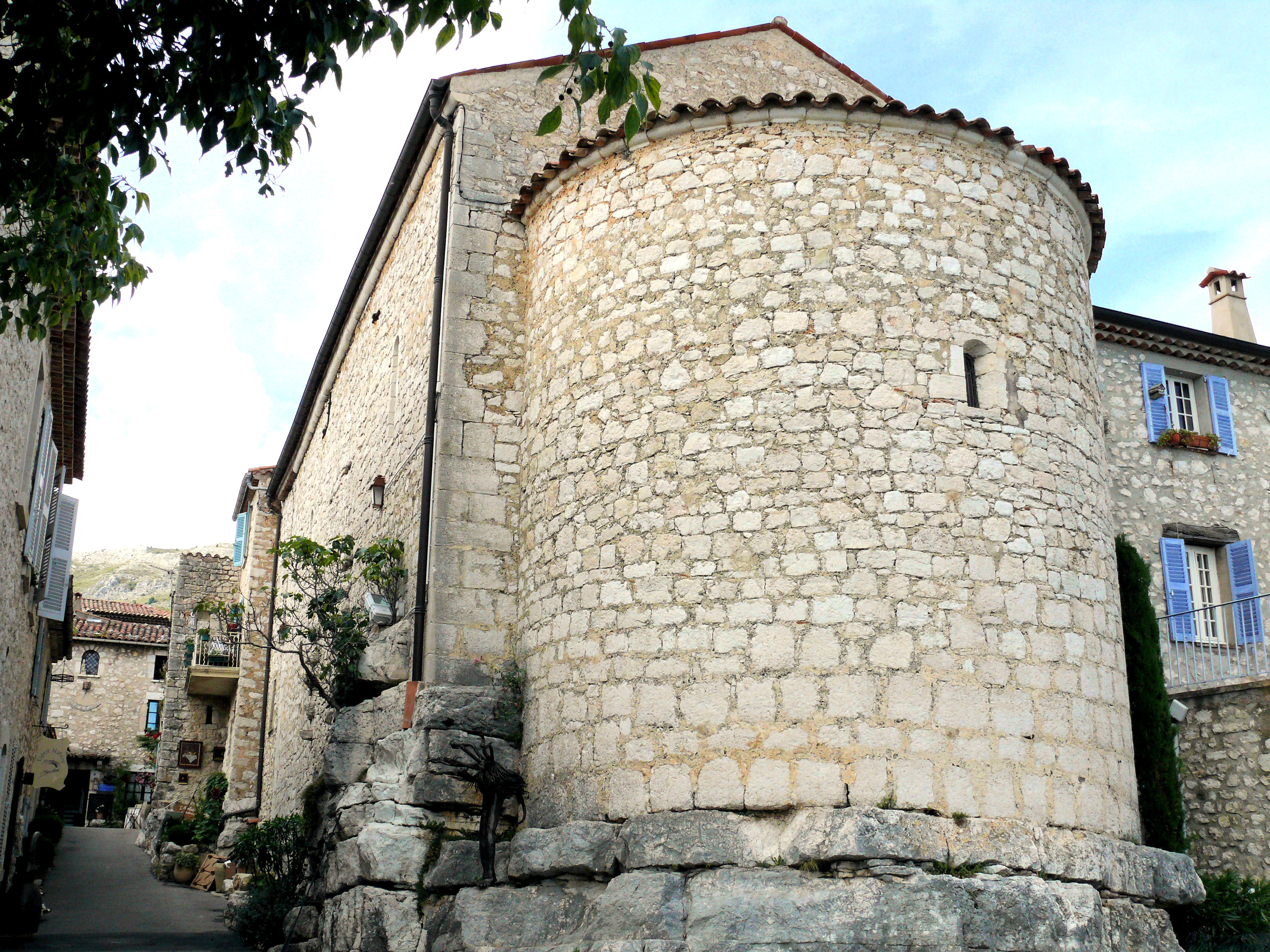
Chevet de l'églis
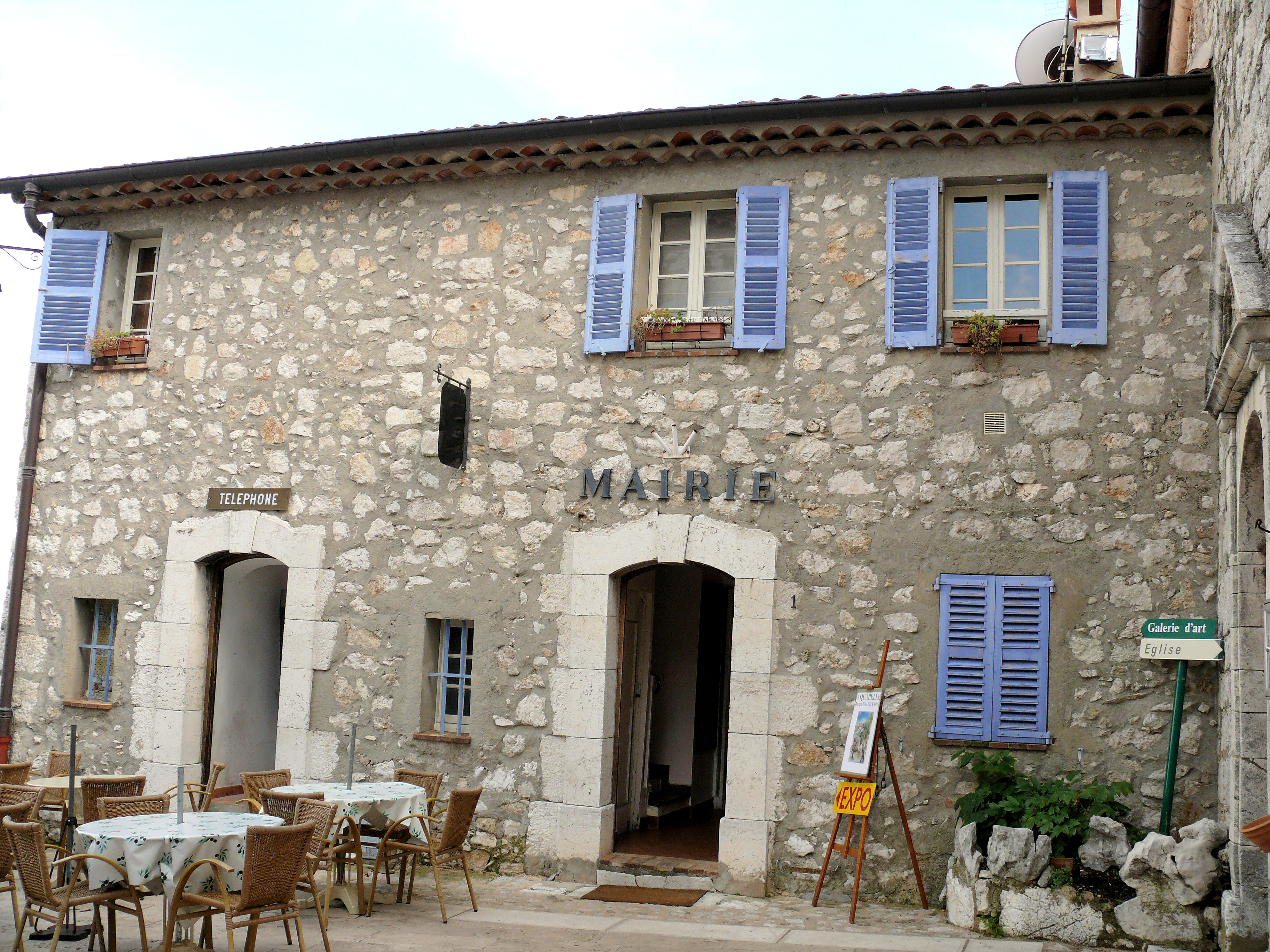
Rådhuset